# Meilhan (Gers)
Meilhan is een gemeente in het Franse departement Gers (regio Occitanie) en telt 88 inwoners (2009). De plaats maakt deel uit van het arrondissement Auch.

## Geografie
De oppervlakte van Meilhan bedraagt 7,1 km², de bevolkingsdichtheid is dus 12,4 inwoners per km².
De onderstaande kaart toont de ligging van Meilhan (Gers) met de belangrijkste infrastructuur en aangrenzende gemeenten.

## Demografie
Onderstaande figuur toont het verloop van het inwonertal (bron: INSEE-tellingen).